# Нойдау
Нойдау (нем. Neudau) — ярмарочная коммуна (нем. Marktgemeinde) в Австрии, в федеральной земле Штирия. 
Входит в состав округа Хартберг.  Население составляет 1315 человек (на 31 декабря 2005 года). Занимает площадь 10,14 км². Официальный код  —  60 720.

## Политическая ситуация
Бургомистр коммуны — др. Вольфганг Долеш (СДПА) по результатам выборов 2005 года.
Совет представителей коммуны (нем. Gemeinderat) состоит из 15 мест.
- СДПА занимает 10 мест.
- АНП занимает 4 места.
- АПС занимает 1 место.